# Bahnstrecke Friedrichshafen–Lindau
| Streckennummer (DB): | 4530                                   |                                         |                                         |
| Kursbuchstrecke (DB): | 751 (Ulm Hbf–Lindau-Insel) 301b (1946) |                                         |                                         |
| Streckenlänge: | 22,512 km                              |                                         |                                         |
| Spurweite: | 1435 mm (Normalspur)                   |                                         |                                         |
| Streckenklasse: | D4                                     |                                         |                                         |
| Stromsystem: | 15 kV 16,7 Hz ~                        |                                         |                                         |
| Minimaler Radius: | 273 m                                  |                                         |                                         |
| Streckengeschwindigkeit: | 120 km/h                               |                                         |                                         |
| Zugbeeinflussung: | PZB, ZUB 262                           |                                         |                                         |
| |                                        |                                         |                                         |
| \| \| \| von Stahringen \| \| \| \| 0,000 \| Friedrichshafen Stadt \| 404 m \| \| \| \| nach Friedrichshafen Hafen \| \| \| \| 1,278 \| Friedrichshafen Gbf \| Friedrichshafen Gbf \| \| \| \| nach Oberteuringen \| \| \| \| \| nach Ulm \| \| \| \| 1,985 \| Rotach (41 m) \| Rotach (41 m) \| \| \| 2,689 \| Friedrichshafen Ost \| 399 m \| \| \| \| vom Abzweig Seewald \| \| \| \| 4,310 \| Rotenmoos (Abzw) \| Rotenmoos (Abzw) \| \| \| 5,902 \| Eriskirch \| 400 m \| \| \| 6,464 \| Schussen (54 m) \| Schussen (54 m) \| \| \| 9,662 \| Langenargen \| 402 m \| \| \| 11,059 \| Argen (77 m) \| Argen (77 m) \| \| \| 12,300 \| Kressbronn Marschall (Awanst) \| Kressbronn Marschall (Awanst) \| \| \| \| Anschluss Bodan-Werft \| \| \| \| 13,947 \| Kressbronn \| 407 m \| \| \| 15,044 \| Landesgrenze Baden-Württemberg / Bayern \| Landesgrenze Baden-Württemberg / Bayern \| \| \| 16,336 \| Nonnenhorn \| 407 m \| \| \| 18,458 \| Wasserburg (Bodensee) (ehem. Bf) \| 406 m \| \| \| 20,640 \| Enzisweiler \| 403 m \| \| \| 22,312 \| Lindau-Aeschach \| 401 m \| \| \| \| von Buchloe \| \| \| \| 22,512 \| Lindau-Aeschach Abzw (ehemals Holben) \| Lindau-Aeschach Abzw (ehemals Holben) \| \| \| \| nach Lindau-Reutin \| \| \| \| \| nach Lindau-Insel \| \| \| \| \| \| \| \| Quellen: [1][2][3][4] \| \| \| \| |                                        |                                         |                                         |
| Strecke |                                        | von Stahringen                          | von Stahringen                          |
| Bahnhof | 0,000                                  | Friedrichshafen Stadt                   | 404 m                                   |
| Abzweig geradeaus und nach rechts |                                        | nach Friedrichshafen Hafen              | nach Friedrichshafen Hafen              |
| Dienststation / Betriebs- oder Güterbahnhof | 1,278                                  | Friedrichshafen Gbf                     | Friedrichshafen Gbf                     |
| Abzweig geradeaus und ehemals nach links |                                        | nach Oberteuringen                      | nach Oberteuringen                      |
| Abzweig geradeaus und nach links |                                        | nach Ulm                                | nach Ulm                                |
| Brücke über Wasserlauf | 1,985                                  | Rotach (41 m)                           | Rotach (41 m)                           |
| Haltepunkt / Haltestelle | 2,689                                  | Friedrichshafen Ost                     | 399 m                                   |
| Abzweig geradeaus und ehemals von links |                                        | vom Abzweig Seewald                     | vom Abzweig Seewald                     |
| ehemalige Blockstelle | 4,310                                  | Rotenmoos (Abzw)                        | Rotenmoos (Abzw)                        |
| Bahnhof | 5,902                                  | Eriskirch                               | 400 m                                   |
| Brücke über Wasserlauf | 6,464                                  | Schussen (54 m)                         | Schussen (54 m)                         |
| Bahnhof | 9,662                                  | Langenargen                             | 402 m                                   |
| Brücke über Wasserlauf | 11,059                                 | Argen (77 m)                            | Argen (77 m)                            |
| Blockstelle | 12,300                                 | Kressbronn Marschall (Awanst)           | Kressbronn Marschall (Awanst)           |
| Abzweig geradeaus und ehemals von rechts |                                        | Anschluss Bodan-Werft                   | Anschluss Bodan-Werft                   |
| Bahnhof | 13,947                                 | Kressbronn                              | 407 m                                   |
| Grenze | 15,044                                 | Landesgrenze Baden-Württemberg / Bayern | Landesgrenze Baden-Württemberg / Bayern |
| Bahnhof | 16,336                                 | Nonnenhorn                              | 407 m                                   |
| Haltepunkt / Haltestelle | 18,458                                 | Wasserburg (Bodensee) (ehem. Bf)        | 406 m                                   |
| Bahnhof | 20,640                                 | Enzisweiler                             | 403 m                                   |
| Haltepunkt / Haltestelle | 22,312                                 | Lindau-Aeschach                         | 401 m                                   |
| Abzweig geradeaus und von links |                                        | von Buchloe                             | von Buchloe                             |
| Blockstelle | 22,512                                 | Lindau-Aeschach Abzw (ehemals Holben)   | Lindau-Aeschach Abzw (ehemals Holben)   |
| Abzweig geradeaus und nach links |                                        | nach Lindau-Reutin                      | nach Lindau-Reutin                      |
| Strecke |                                        | nach Lindau-Insel                       | nach Lindau-Insel                       |
| |                                        |                                         |                                         |
| Quellen: |                                        |                                         |                                         |

Die Bahnstrecke Friedrichshafen–Lindau ist eine eingleisige Hauptbahn in Süddeutschland, die seit Dezember 2021 elektrifiziert ist. Sie verbindet den Bahnknoten Friedrichshafen in Baden-Württemberg mit Lindau in Bayern, wo sie an der Abzweigstelle im Stadtteil Aeschach in die Bahnstrecke Buchloe–Lindau einmündet. Die 22,5 Kilometer lange Strecke verläuft durchwegs am Nordufer des Bodensees, wobei der westliche Teil im Bodenseekreis und der östliche Teil im Landkreis Lindau (Bodensee) liegt. Die Strecke ist Teil der als Bodenseegürtelbahn bezeichneten Verbindung Radolfzell–Lindau-Insel.

## Geschichte
Nachdem Friedrichshafen bereits ab 1847 durch die Württembergische Südbahn und Lindau ab 1853 durch die Ludwig-Süd-Nord-Bahn Eisenbahnanschluss hatten, nahmen die Königlich Württembergischen Staats-Eisenbahnen und die Königlich Bayerischen Staats-Eisenbahnen schließlich am 1. Oktober 1899 den Lückenschluss zwischen den beiden Städten in Betrieb, wobei auch die Empfangsgebäude auf bayerischer Seite im württembergischen Baustil gehalten sind. Zwischen Langenargen und Kressbronn entstand beim Bau eine 78 Meter lange Stahlbrücke über die Argen, die von der Maschinenfabrik Esslingen gebaut und später unter Denkmalschutz gestellt wurde. In Vorbereitung der Elektrifizierung der Strecke wurde sie 2019 durch eine neue Stahlbrücke ersetzt.
2021 wurden im Bahnhof Nonnenhorn ein Bahnsteig neugebaut sowie der Hausbahnsteig modernisiert. Gleichzeitig wurde die gesamte Strecke elektrifiziert. Seit Dezember 2021 verkehren die Züge elektrisch.
Am 3. Juni 2022 ging in Enzisweiler ein elektronisches Stellwerk in Betrieb.

## Betrieb

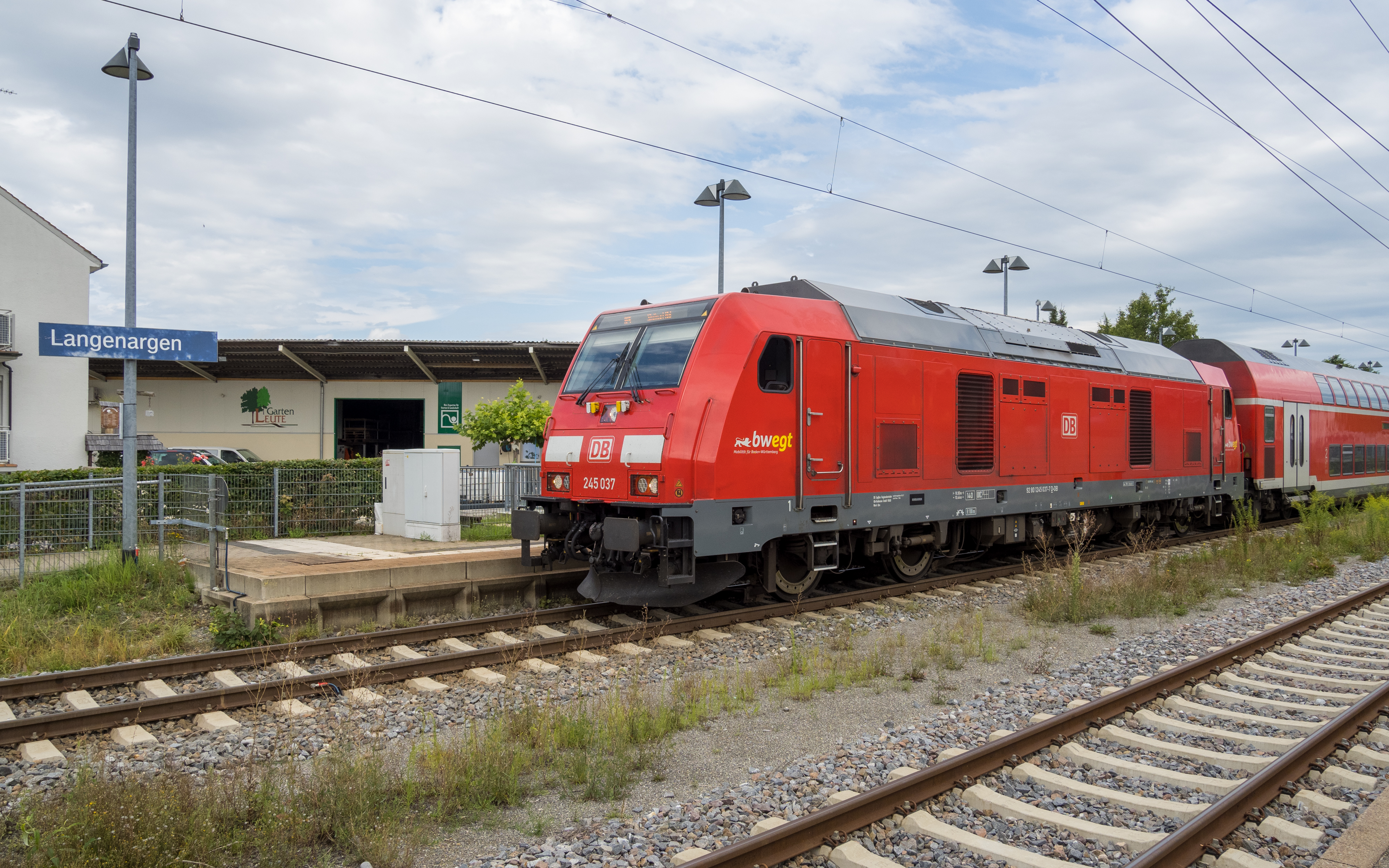
Diesellok-Regionalzug im Bahnhof Langenargen

Die Strecke wird überwiegend im Schienenpersonennahverkehr bedient, in der Regel zweimal stündlich je Richtung. Hierbei wechseln sich Regionalbahnen der Linie RB 93, die gewöhnlich überall halten, mit Regional-Express-Zügen der Linie RE 3 ab (bis zum Fahrplanwechsel 2022/23 RE 5), die in der Regel abwechselnd nur in Kressbronn und Wasserburg (Bodensee) beziehungsweise Langenargen und Nonnenhorn halten. Zum 1. Januar 2018 wurde die gesamte Strecke in den Bodensee-Oberschwaben Verkehrsverbund (bodo) integriert. Darüber hinaus befahren das Railjet-Zugpaar Bregenzerwald Flughafen Wien – Frankfurt (Main) Hbf und das ICE-Zugpaar Bodensee Dortmund – Innsbruck die Strecke ohne Zwischenhalt.
Im Güterverkehr verkehrten vor der Elektrifizierung täglich ein bis zwei Zugpaare, bespannt von Diesellokomotiven der Baureihe 232 oder der Baureihe 247. Außerdem verkehrt im Sommerhalbjahr ein Kieszug von Roßberg nach Kressbronn, der nachts in Kressbronn entladen wird und von der Baureihe 2016 bespannt wurde.
Mit der Ende 2021 abgeschlossenen Elektrifizierung wurde die Strecke attraktiver für den Güterverkehr. Die Anzahl der täglichen Güterzüge erhöhte sich auf bis zu zehn. Die Anzahl der Reisezüge stieg von 2015 bis 2025 von 70 auf 75 täglich.
Die Strecke ist mit GSM-R und Geschwindigkeitsüberwachung für NeiTech-Züge (ZUB 262) ausgerüstet.

## Galerie

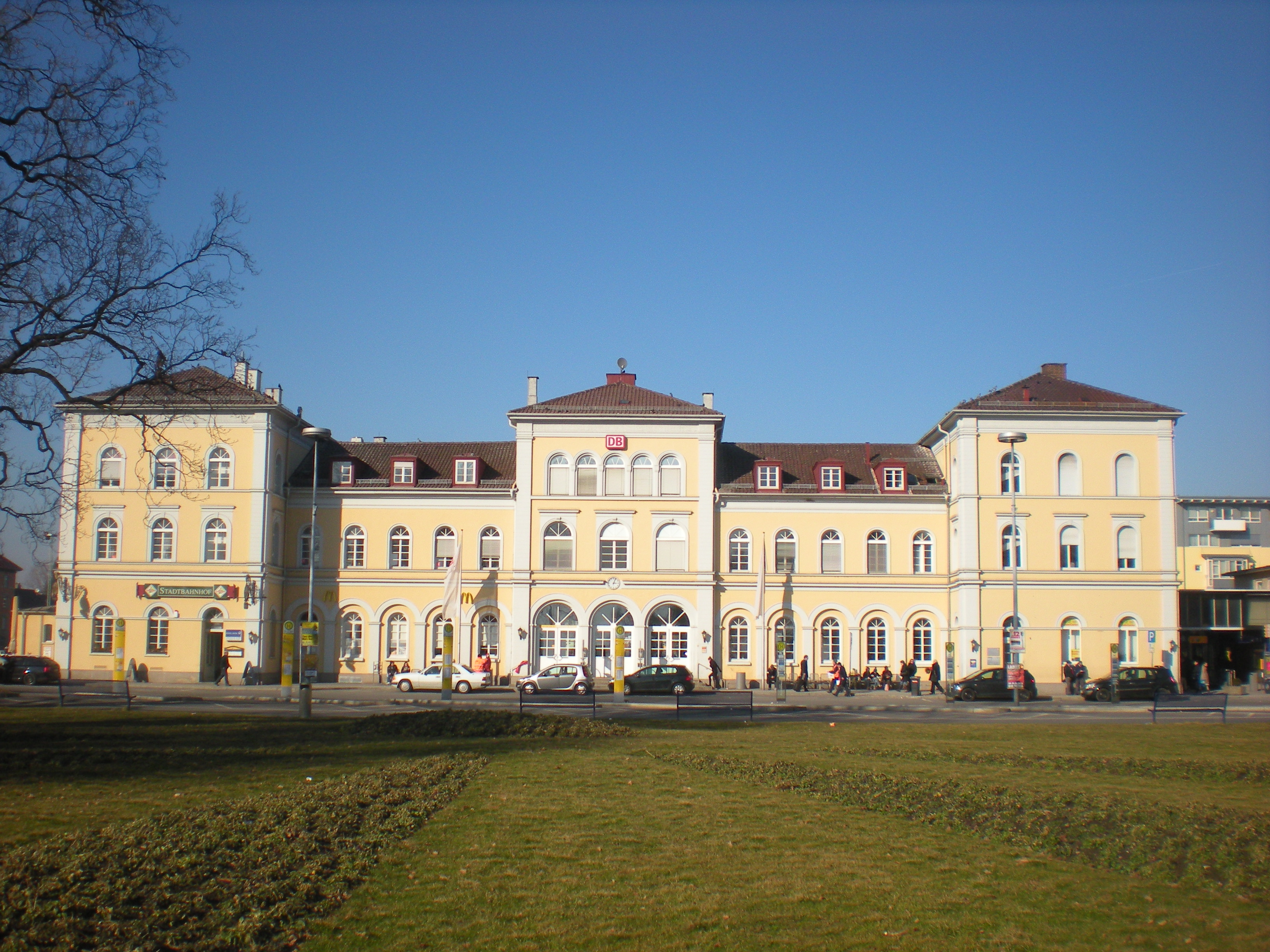
Bahnhof Friedrichshafen Stadt
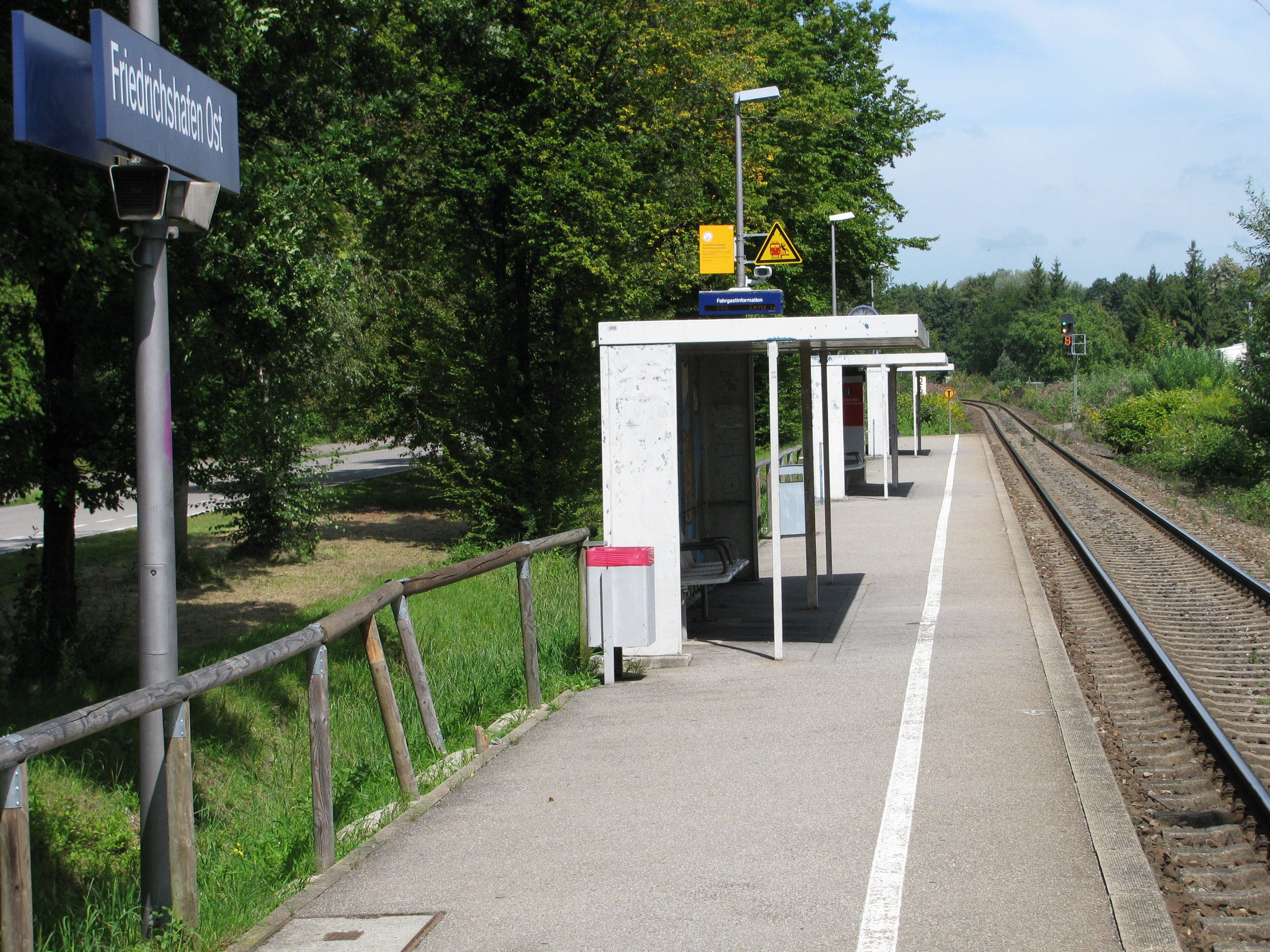
Haltepunkt Friedrichshafen Ost
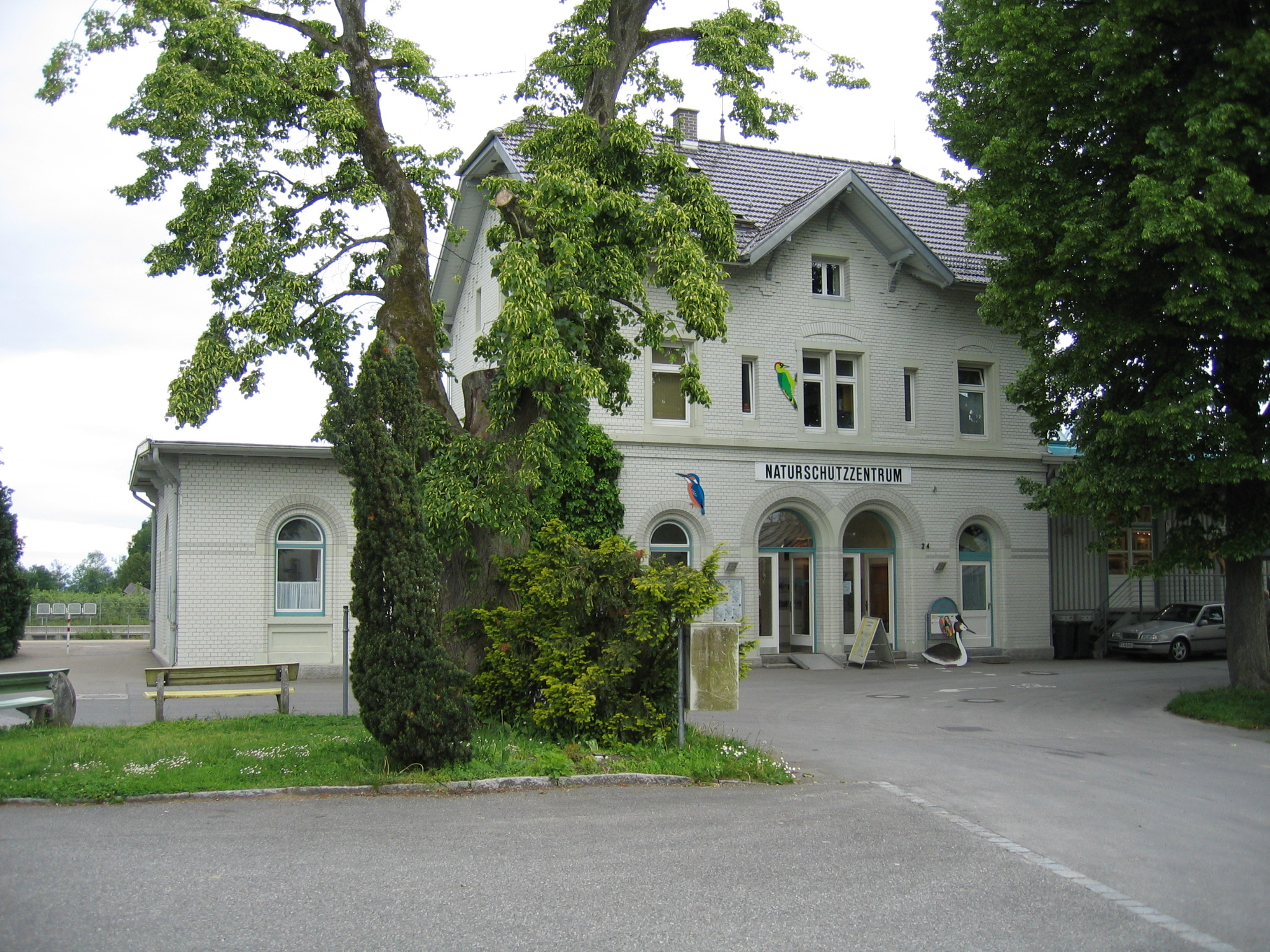
Bahnhof Eriskirch
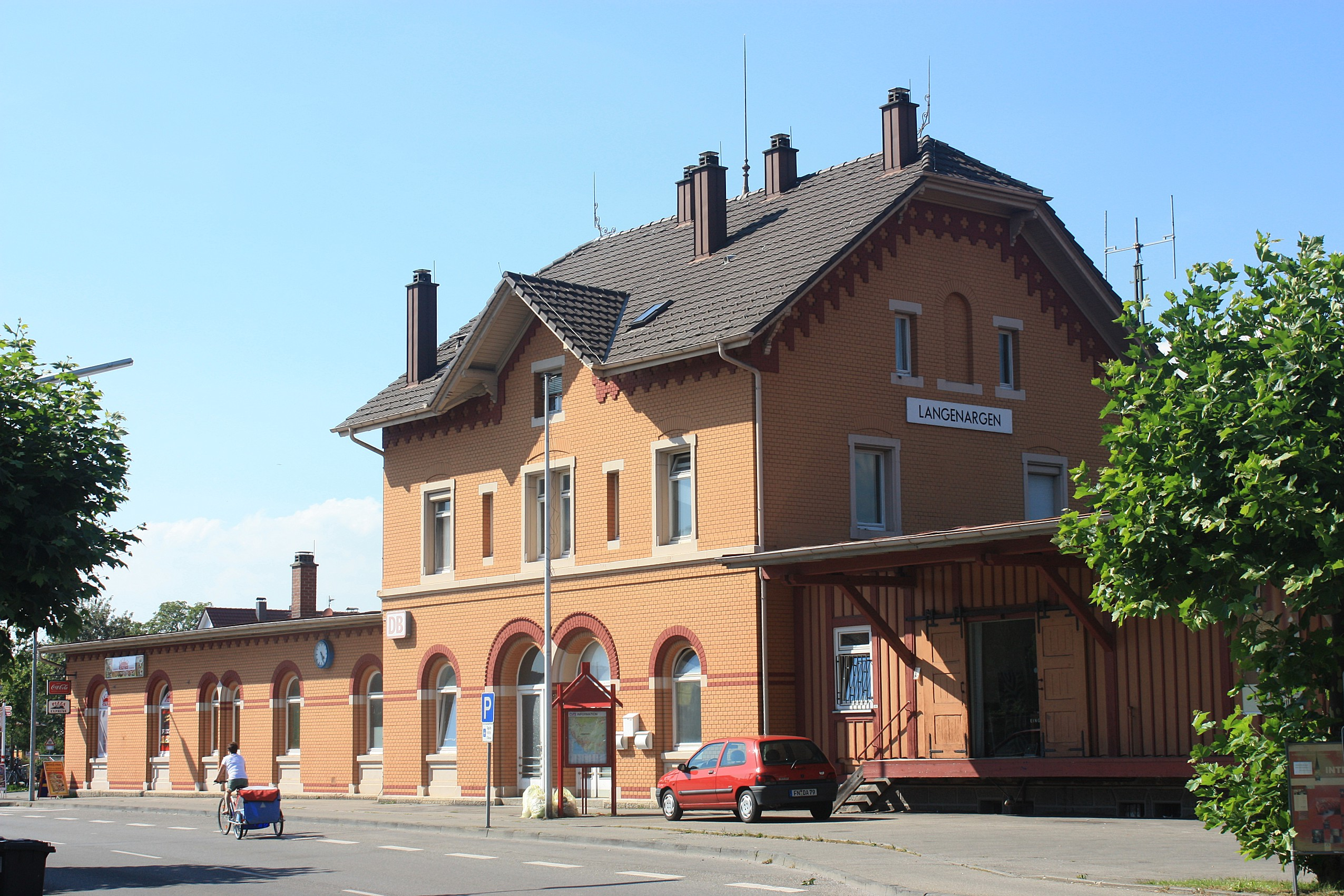
Bahnhof Langenargen
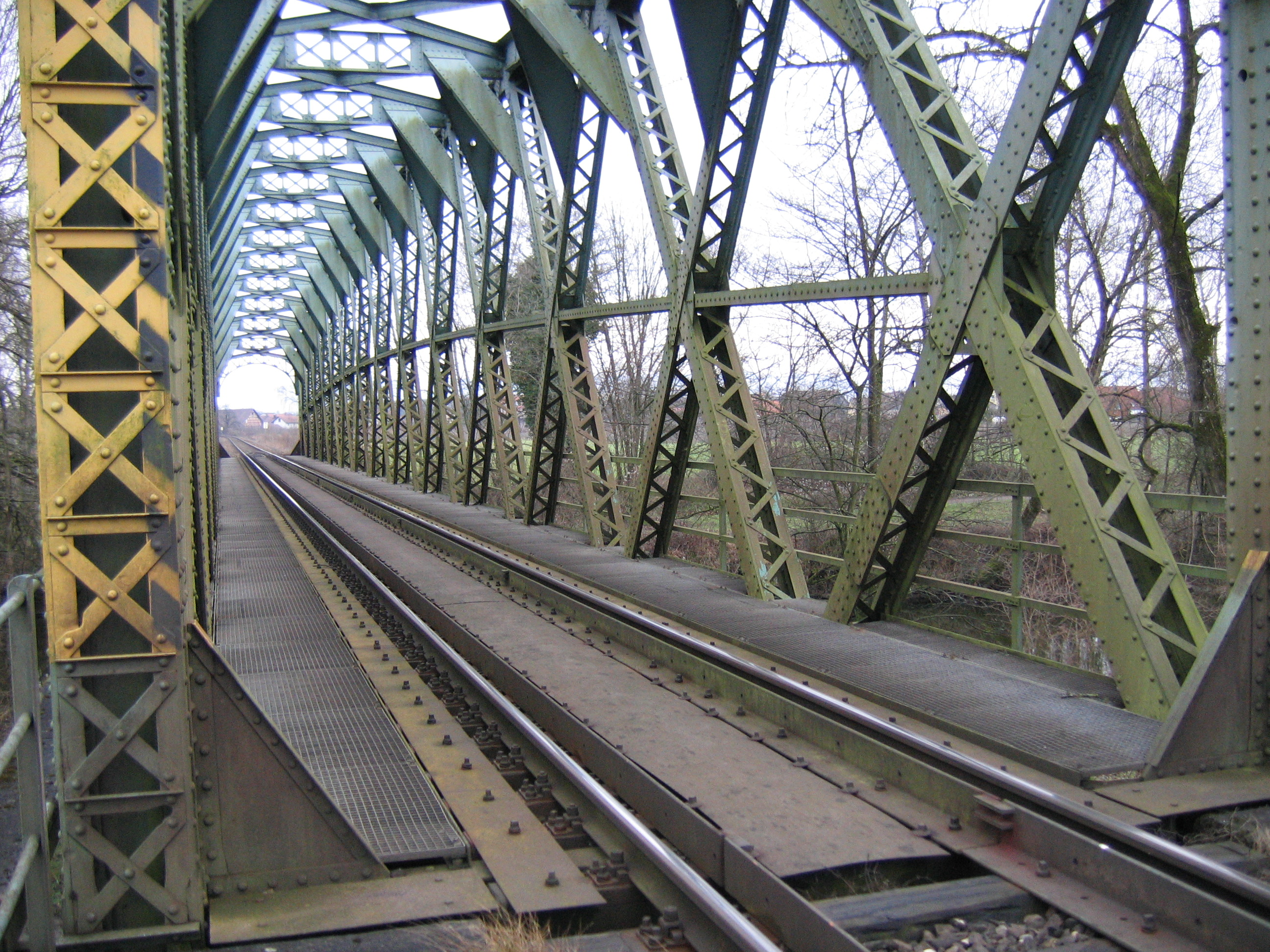
Brücke über die Argen (2005)
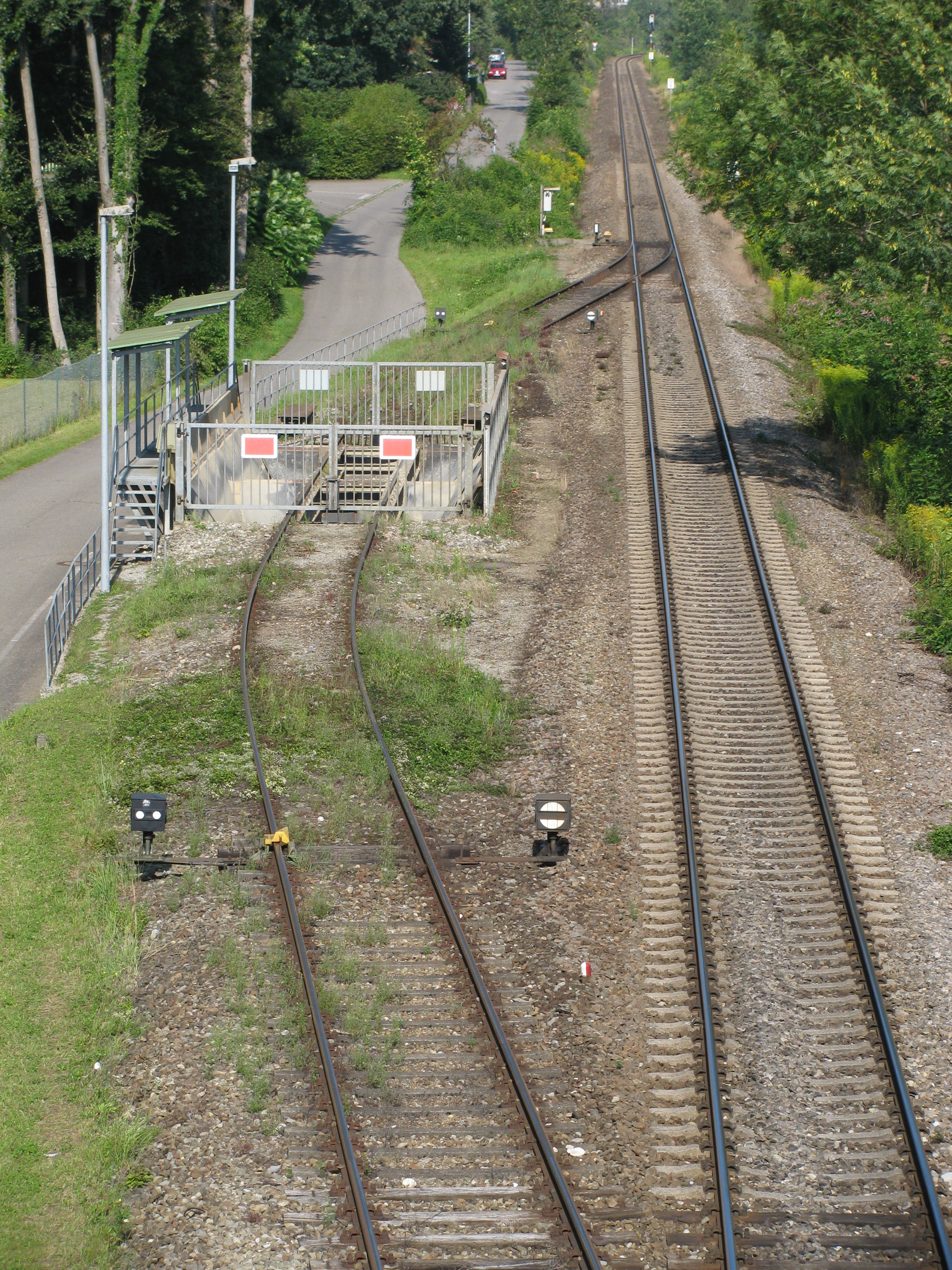
Ausweichanschlussstelle des Kieswerks Marschall in Kressbronn
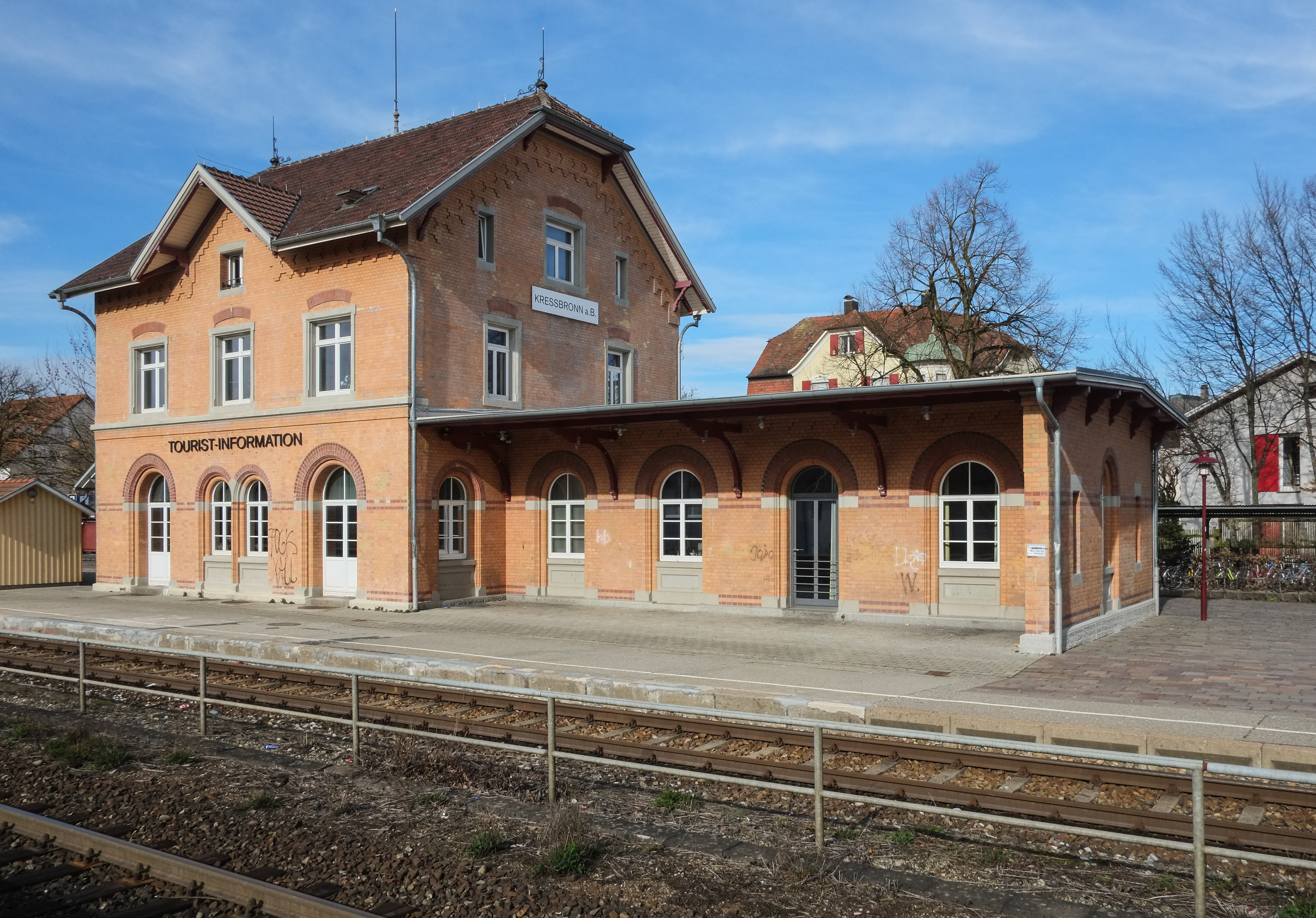
Bahnhof Kressbronn
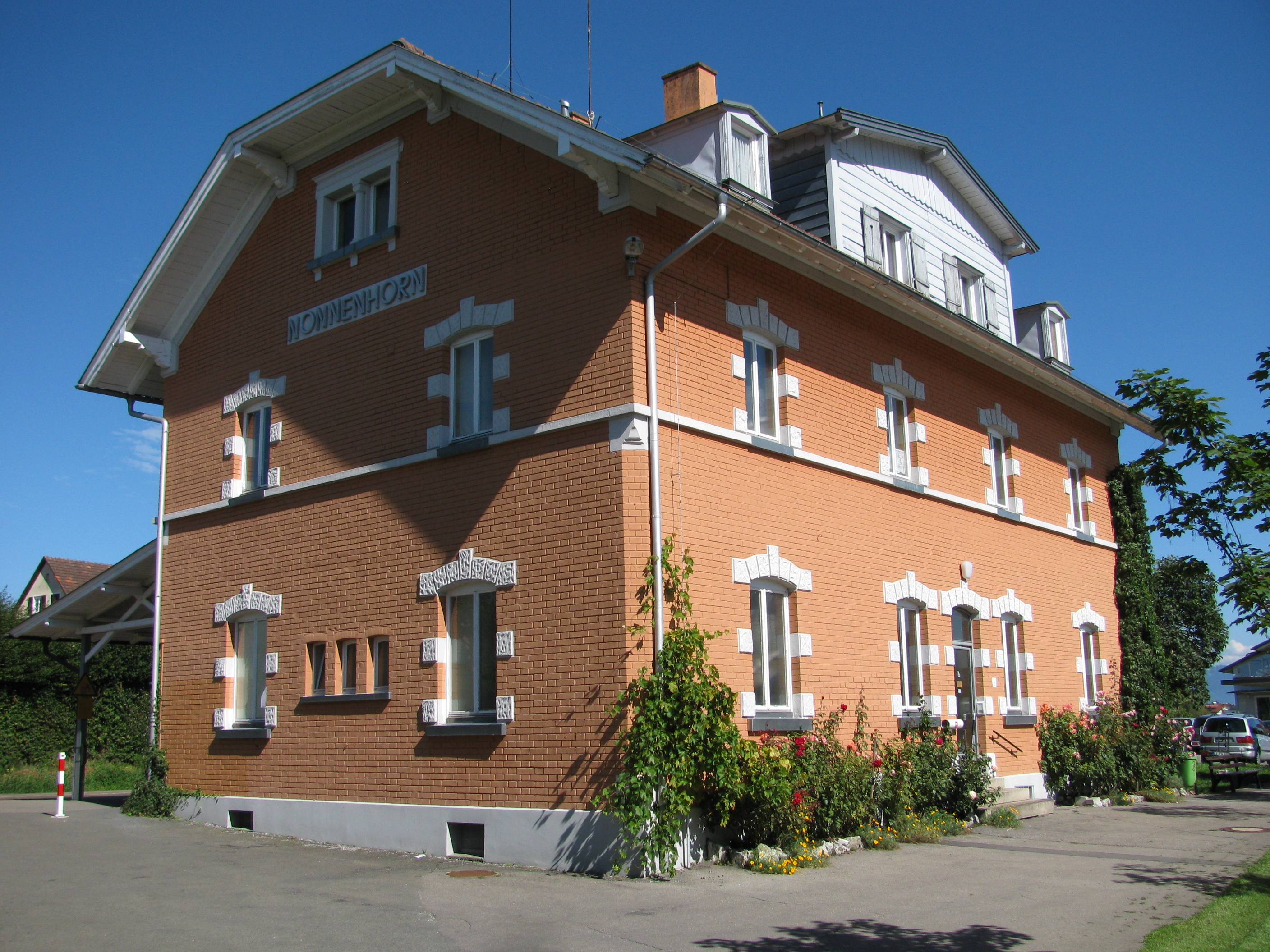
Bahnhof Nonnenhorn
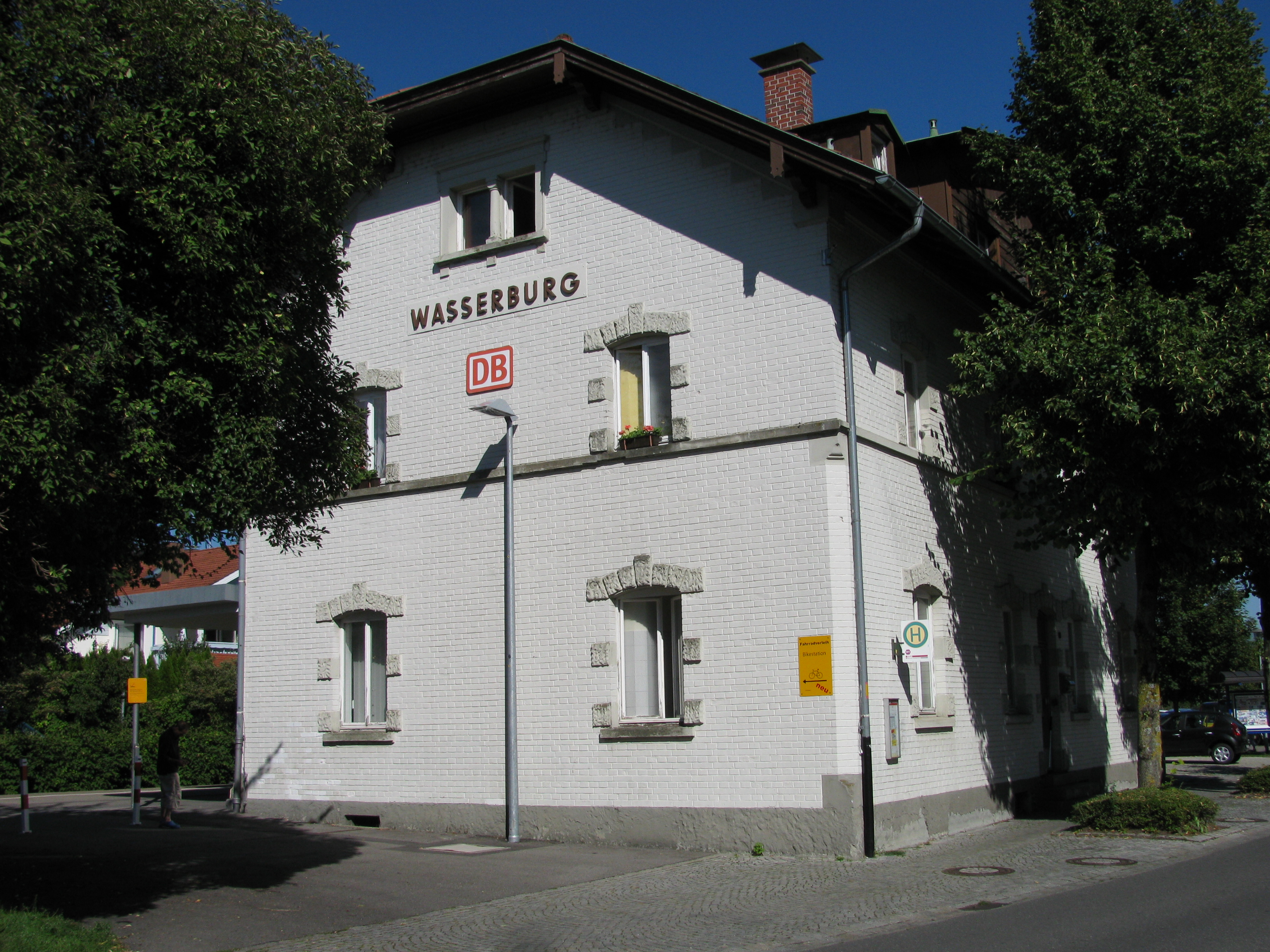
Bahnhof Wasserburg, betrieblich heute nur noch ein Haltepunkt
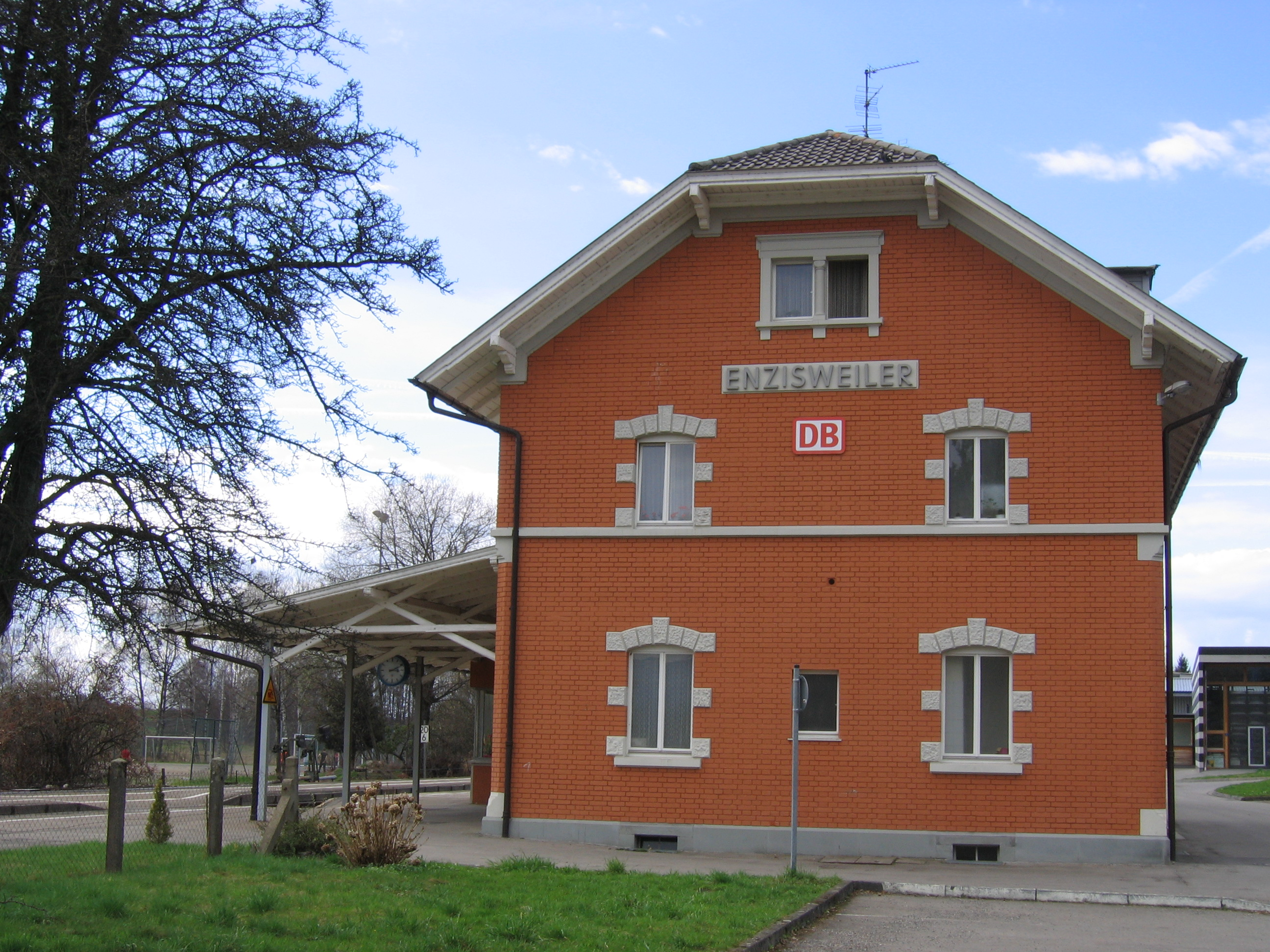
Bahnhof Enzisweiler
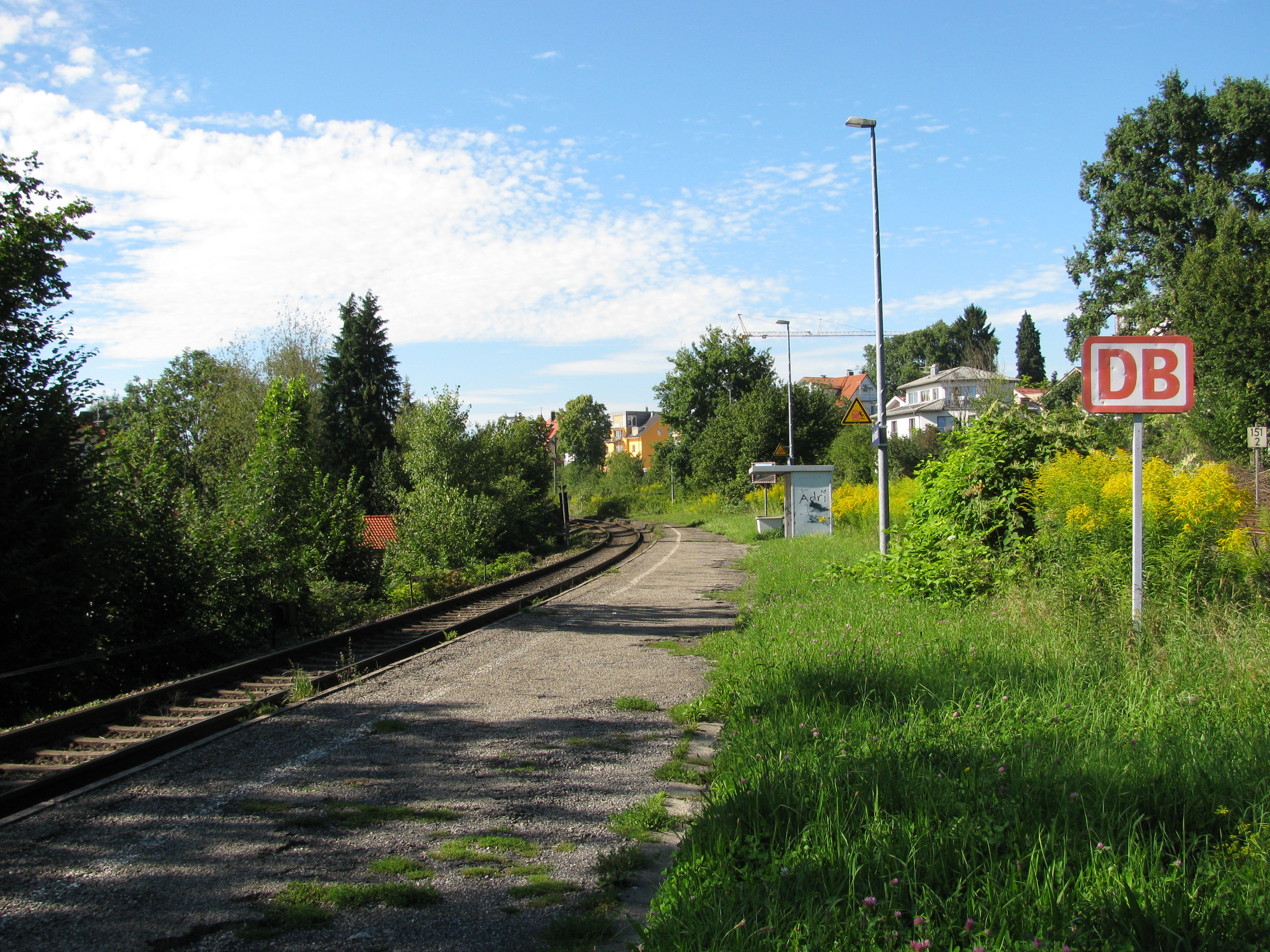
Haltepunkt Lindau-Aeschach
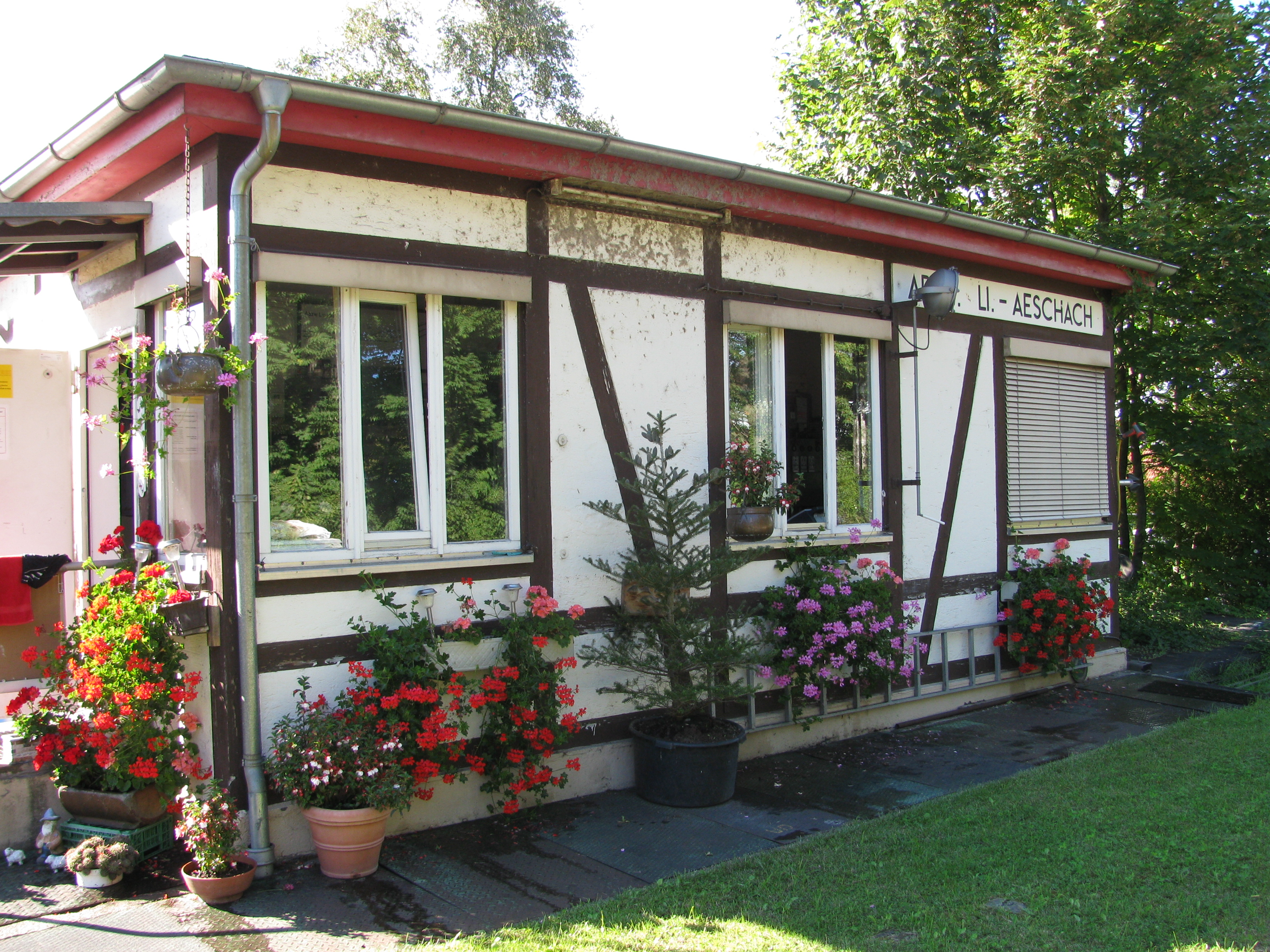
Stellwerk am Abzweig Lindau-Aeschach